# 루갈반다
수메르 왕목록에 따르면 루갈반다는 우루크의 세 번째 왕이며, 고대 도시의 전설적인 왕 길가메시 아버지였다. 전설에 따르면 그의 부인은 여신 닌순이었다.
루갈반다를 주인공으로 하는 서사시가 두 편 발굴되었다. 그는 분명히 엔메르카르 군대의 장군이었다.
수년 후 그는 엔메르카르의 후계자로 우루크의 왕이 되었다.

## 같이 보기
- 메소포타미아 신화